# Сюърд (окръг, Канзас)
Окръг Сюърд (на английски: Seward County) е окръг в щата Канзас, Съединени американски щати. Площта му е 1660 km², а населението - 23 274 души. Административен център е град Либеръл.